# 清濑一郎
清濑一郎（日语：清瀬 一郎/きよせ いちろう，1884年7月5日—1967年6月27日），日本的政治家、法学家、律师，曾担任东京审判东条英机的辩护律师、鳩山一郎时期的文部大臣。

## 生平
- 1884年，出生于兵库县。
- 1908年，毕业于京都大学。
- 1920年，当选眾議院議員。
- 1923年，出任治警事件的辯護律師。
- 1925年，任大政翼贊會总务。
- 1927年，擔任众议院副议长。
- 1932年，任國民同盟干事长。
- 1946年，東京審判中任日方辩护团副团长。
- 1955年，出任文部大臣。
- 1960年，任眾議院議長。
- 1967年，去世。

## 家族
法學家清瀨信次郎以及語言學家的清瀨義三郎則府是他的次子以及三子。

## 隸屬政黨
- 剝奪公職處分前：立憲國民黨→革新倶樂部→革新黨→國民同盟→翼賛議員同盟→翼賛政治会→大日本政治會→日本進步黨
- 剝奪公職處分解除後：改進黨→日本民主黨→自由民主黨（三木派）